# تاريك بلاك
تاريك بلاك (بالإنجليزية: Tarik Black)‏ مواليد 22 نوفمبر 1991، هو لاعب كرة سلة أمريكي يلعب مع فريق لوس أنجلوس ليكرز في الرابطة الوطنية لكرة السلة ويحمل الرقم 28. يبلغ طوله 6 قدم 11 بوصة (2.1 م).

## فرق لعب لها
- هيوستن روكتس
- لوس أنجلوس ليكرز

## روابط خارجية
- تاريك بلاك على موقع إن بي أي (الإنجليزية)
- تاريك بلاك على موقع سبورتس رفرنس (الإنجليزية)
- تاريك بلاك على موقع كرة السلة الأوروبية.كوم (الإنجليزية)
- تاريك بلاك على موقع إي إس بي إن.كوم (الإنجليزية)
- تاريك بلاك على موقع كلية كرة السلة في سبورتس رفرنس.كوم (الإنجليزية)
- تاريك بلاك على موقع ريلجم (الإنجليزية)
- تاريك بلاك على موقع بروبوليرز (الإنجليزية)
- تاريك بلاك على موقع سبورتس رفرنس (الإنجليزية)
- تاريك بلاك على موقع سبورتس رفرنس (الإنجليزية)